# Bataille de Wynendaele
Guerre de Succession d'Espagne
Batailles
Campagnes de Flandre et du Rhin
- Landau (1702)
- Friedlingen (1702)
- Kehl (1703)
- Ekeren (1703)
- Höchstädt (1703)
- Spire (1703)
- Schellenberg (Donauworth) (1704)
- Blenheim (1704)
- Landau (1704)
- Vieux-Brisach (1704)
- Eliksem (1705)
- Ramillies (1706)
- Stollhofen (1707)
- Cap Béveziers (1707)
- Cap Lizard (1707)
- Audenarde (1708)
- Wynendaele (1708)
- Lille (1708)
- Gand (1708)
- Malplaquet (1709)
- Douai (1710)
- Bouchain (1711)
- Denain (1712)
- Bouchain (1712)
- Douai (1712)
- Landau (1713)
- Fribourg (1713)

Campagnes d'Italie
- Carpi (1701)
- Chiari (1701)
- Crémone (1702)
- Luzzara (1702)
- Verceil (1704)
- Cassano (1705)
- Nice (1705-1706)
- Calcinato (1706)
- Turin (1706)
- Castiglione (1706)
- Toulon (1707)
- Gaeta (1707)
- Cesana (1708)
- Syracuse (1710)

Campagnes d'Espagne et de Portugal
- Cadix (1702)
- Vigo (navale 1702)
- Cap de la Roque (1703)
- Gibraltar (août 1704)
- Ceuta (1704) (es)
- Málaga (1704)
- Gibraltar (1704-1705)
- Marbella (1705)
- Montjuïc (1705)
- Barcelone (1705)
- Badajoz (1705)
- Barcelone (1706)
- Murcie (1706) (es)
- El Albujón (1706) (es)
- Santa Cruz de Ténérife (1706) (en)
- Almansa (1707)
- Xàtiva (1707)
- Ciudad Rodrigo (1707) (en)
- Lérida (1707)
- Tortosa (1708)
- Minorque (1708)
- Gudiña (1709)
- Almenar (1710)
- Saragosse (1710)
- Brihuega (1710)
- Villaviciosa (1710)
- Barcelone (1713-1714)

Campagnes de Hongrie
- Saint-Gotthard (1703) (en)
- Biskupice (1704) (en)
- Smolenice (1704) (en)
- Koroncó (1704) (en)
- Zsibó (1705) (en)
- Saint-Gotthard (1705) (en)
- Trenčín (1708) (en)

Antilles et Amérique du sud
- Santa Marta (1702)
- Guadeloupe (1703)
- Nassau (1703)
- Colonia del Sacramento (1704)
- Carthagène (1708)
- Rio (1710)
- Carthagène (1711)
- Rio (1711)
- Cassard (1712)

La bataille de Wynendaele ou parfois bataille de Wijnendale, Winendaël ou de Wynendale eut lieu le 28 septembre 1708, près de Wynendaele (Belgique actuelle) entre les forces britanniques protégeant un convoi de ravitaillement destiné au siège de Lille et les forces franco-espagnoles, durant la guerre de Succession d'Espagne.

## Prélude
Après leur victoire à la bataille d'Audenarde (11 juillet 1708), le duc de Marlborough et le prince Eugène de Savoie décident d'assiéger Lille. Mais la ville est très bien défendue par des fortifications modernes conçues par Vauban et une garnison de 16 000 hommes. Le siège risque de s'éterniser et un manque de munitions est imminent. Pour ne pas arranger les choses, les lignes d'approvisionnement de l'est sont coupées par les Français. La seule solution est d'acheminer les provisions en provenance d'Angleterre par le port d'Ostende. De là, un grand convoi de 700 chariots progresse lentement sur les 75 km qui séparent Ostende et Lille. Le convoi est protégé par 6 000 fantassins et 1 500 cavaliers sous le commandement du général-major John Richmond Webb (en). Informé de la manœuvre, le comte de la Mothe, commandant de la garnison française de Bruges, rassemble une force de 22 à 24 000 hommes vers Wijnendale.

## La bataille

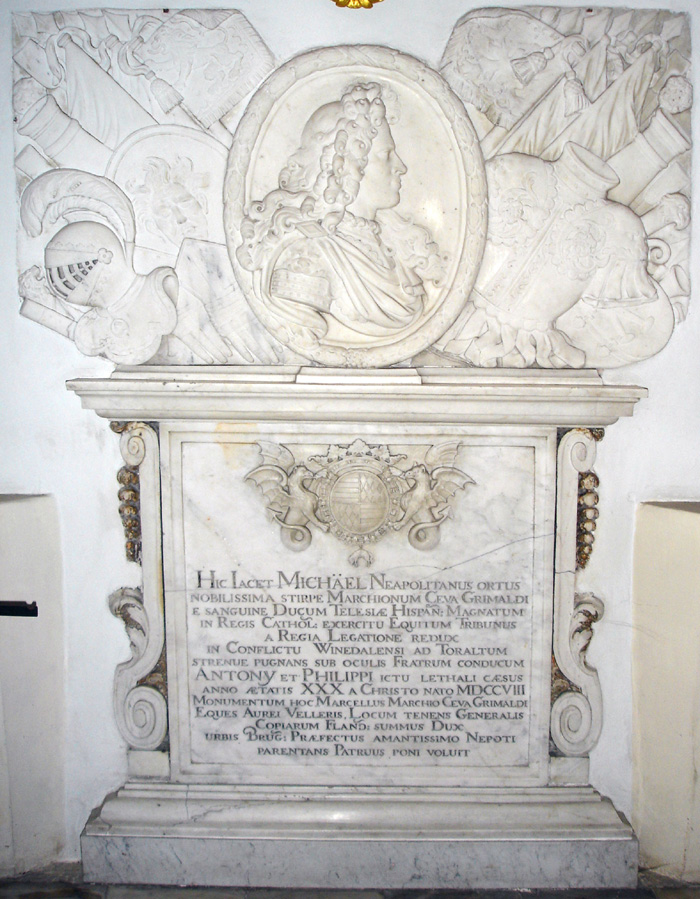
Monument funéraire de Michael Ceva Grimaldi, officier espagnol tué lors de la bataille de Wijnendale (1708). Le monumeent se trouve dans l'église Sint-Walburga de Bruges.

Informé de la progression de l'armée françaises, Webb se doute qu'un affrontement est inévitable. Il lui faut élaborer un plan pour compenser son infériorité numérique. Autour de Wijnendale le paysage est boisé. Il choisit alors un endroit ouvert, flanqué des deux côtés par des bois et des haies. Il place ses troupes en deux lignes pour clôturer l'espace. Des renforts provenant d'Oudenburg permettront même, plus tard, de former une troisième ligne. Pendant ce temps, le convoi poursuit lentement en direction de Lille.
Alors que Webb déploie ses troupes, le général prussien Carl von Lottum, avec seulement 150 cavaliers, harcèle l'armée française, permettant de gagner un temps précieux, d'autant que le comte de la Mothe avance prudemment.
À la vue de la clairière où l’attend Webb, de la Mothe, s'attend à une victoire facile, et déploie son armée. Entre 16 et 17 heures, l'artillerie française ouvre le feu. Lorsque de la Mothe s'aperçoit que cela n'a qu'un effet très limité sur l'ennemi, il ordonne à son infanterie d'avancer. La progression des troupes françaises est gênée par l'étroitesse du terrain et souffrent beaucoup du feu des lignes britanniques qui campent sur leurs positions. Webb ordonne aux régiments prussiens, hanovriens et néerlandais cachés dans les bois sur les deux flancs, d'ouvrir le feu. Malgré de lourdes pertes, de La Mothe lance une seconde attaque, qui force la première ligne ennemie a reculer. Mais avec l'aide de la deuxième ligne et le feu continu sur les flancs, les Français sont arrêtés et contraints d’abandonner le champ de bataille.
Alors que la bataille est gagnée, des renforts de cavalerie commandés par William Cadogan arrivent, envoyés de Lille par Marlborough, qui s’inquiète du sort du convoi.

## Conséquences
La bataille n'aura duré que deux heures, mais le bilan est lourd du côté des franco-espagnols qui laissent sur le terrain 3 à 4 000 morts ou blessés. Les alliés comptent 900 morts ou blessés.
Le convoi arrivé à Lille le 29 septembre, permet de poursuivre le siège. Le 22 octobre, la ville est prise.
Pour des raisons politiques, Marlborough crédite William Cadogan de la victoire. Mais le Parlement reconnait tout le mérite de Webb qui est promu lieutenant-général, l'année suivante. Le cas de Webb devient prétexte à une agitation des Tories contre Marlborough.

## Source de traduction
- (en) Cet article est partiellement ou en totalité issu de l’article de Wikipédia en anglais intitulé « Battle of Wijnendale » (voir la liste des auteurs).

1. ↑  Maur-François Dantine, Ursin Durand, Charles Clémencet et François Clément, L'art de vérifier les dates des faits historiques, des chartes, des chroniques, et autres anciens monumens, Chez G. Desprez, 1770 (présentation en ligne)